# نصرالله خان نصرالملک
نصرالله خان نصرالملک (زاده ۱۲۴۲ قمری، درگذشته ۱۳۰۹) دولت‌مرد دوران قاجار بود.
او پسر میرزا نبی قزوینی و برادر میرزا حسین خان سپهسالار بود. نصرالملک درجه امیرتومانی داشت و رئیس فوج‌های نظامی قزوین بود. در سفر اول ناصرالدین‌شاه به فرنگ از همراهان او بود.